# Marcos Vinicius Silva Cupertino
Marcos Vinicius Silva Cupertino (7 de junio de 1996) es un futbolista brasileño que juega como delantero.

## Trayectoria

### Clubes
| Club          | País   | Año    |
| ------------- | ------ | ------ |
| Vitória       | Brasil | ????   |
| Metropolitano | Brasil | ????   |
| Vitória       | Brasil | ????   |
| Tochigi SC    | Japón  | 2019 - |